# Frédéric IX (roi de Danemark)
Pour les articles homonymes, voir Frédéric IX et Frédéric de Danemark.
Frédéric IX (en danois : Frederik IX), né le 11 mars 1899 au palais Sorgenfri, à proximité de Copenhague et mort le 14 janvier 1972 à Copenhague, est le roi de Danemark du 20 avril 1947 à sa mort.

## Famille

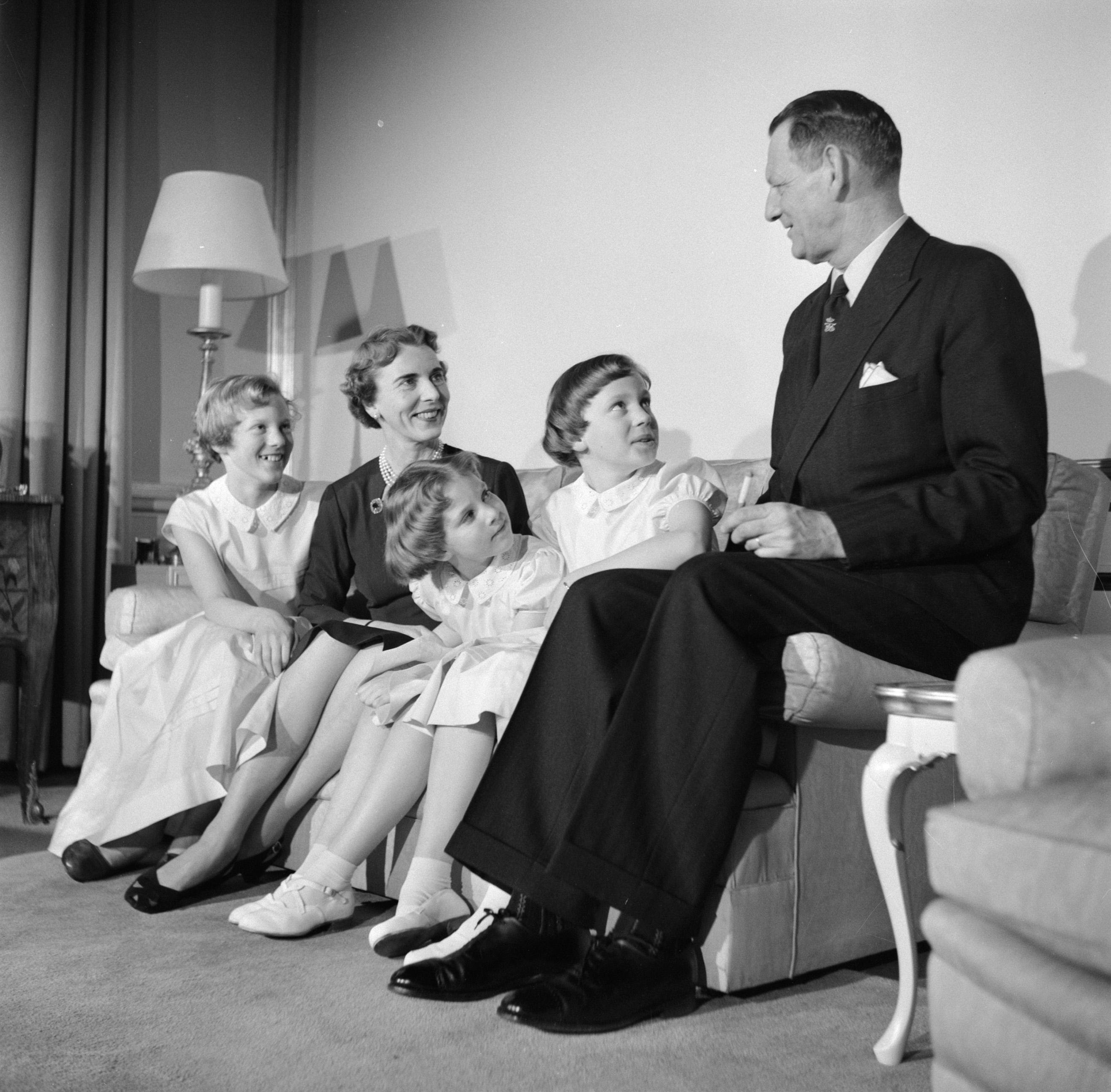
Le roi Frédéric IX avec son épouse la reine Ingrid et leurs filles, les princesses Margrethe, Benedikte et Anne-Marie en 1954.

Le 11 mars 1899, Frédéric IX naît sous le nom de prince Christian Frédéric François Michel Charles Valdemar Georges, dans la 36e année de règne de son arrière-grand-père le roi Christian IX (1818-1906). Il est le fils aîné du prince Christian (1870-1947), lui-même fils du prince héritier Frédéric (1843-1912). Sa mère est l'épouse du prince Christian, la duchesse Alexandrine de Mecklembourg-Schwerin (1879-1952), elle-même fille du grand-duc Frédéric-François III de Mecklembourg-Schwerin et de la grande-duchesse Anastasia Mikhaïlovna de Russie.
Le 24 mai 1935, Frédéric IX épouse, à Stockholm, la princesse Ingrid de Suède (1910-2000), seule fille du roi Gustave VI Adolphe de Suède (1882-1973) et de sa première épouse la princesse Margaret de Connaught (1882-1920).
Du mariage naissent trois filles : 
- la reine Margrethe II, née en 1940 et qui règne sur le Danemark du décès de son père en 1972 jusqu'à son abdication en 2024, épouse en 1967 Henri de Laborde de Monpezat, devenu prince Henrik de Danemark ; d'où postérité masculine ;
- la princesse Benedikte, née en 1944, épouse en 1968 le prince Richard de Sayn-Wittgenstein-Berlebourg ; d'où postérité ;
- la princesse Anne-Marie, née en 1946, épouse en 1964 le roi Constantin II de Grèce ; d'où postérité.

## Biographie

### Premières années

#### Naissance et famille

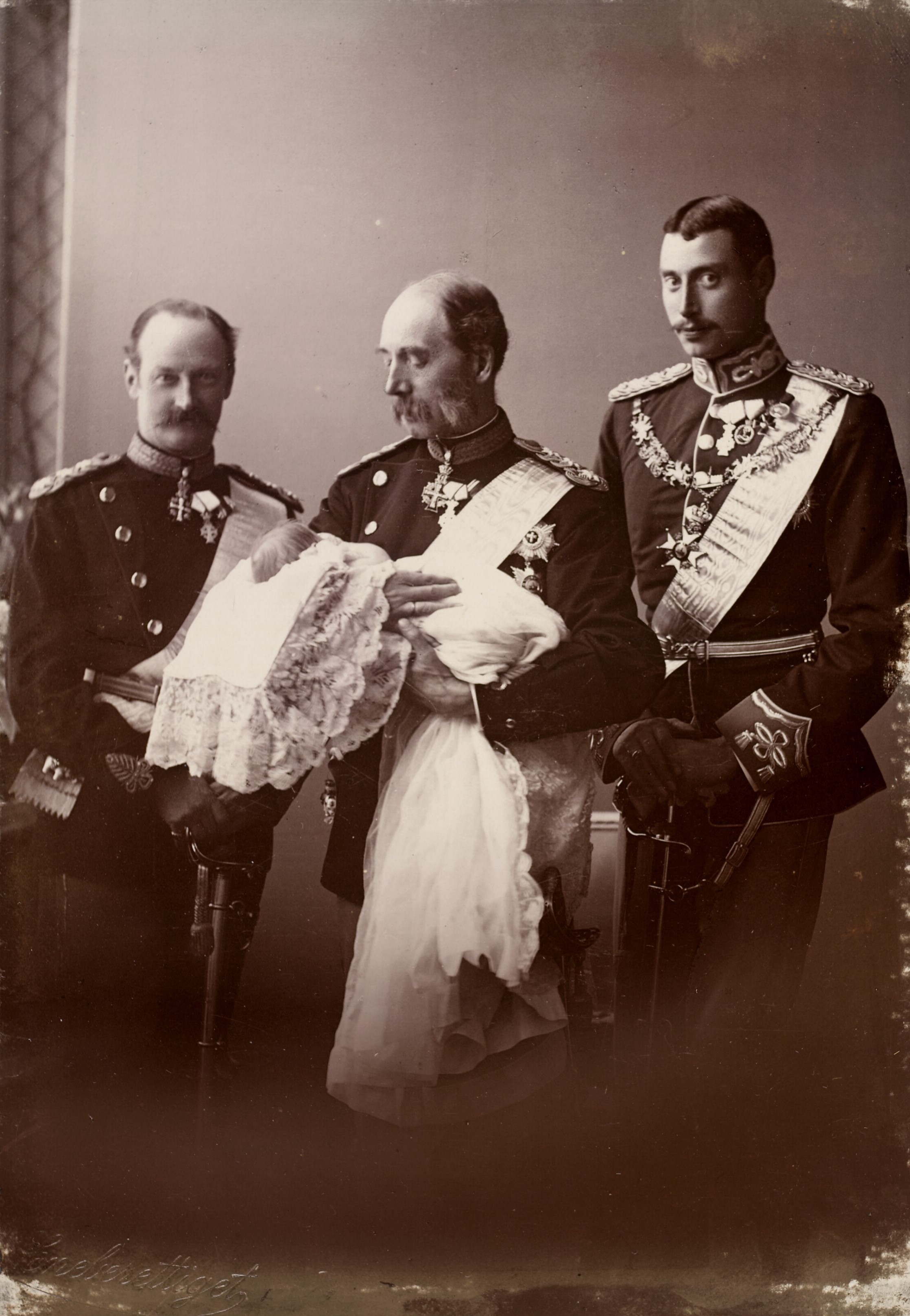
Quatre générations de rois lors du baptême du prince Frédéric en 1899.

Arrière-petit-fils du roi Christian IX, le prince Frédéric de Danemark voit le jour le 11 mars 1899 à la résidence d'été de ses parents, le palais de Sorgenfri, située sur les rives du petit fleuve Mølleåen à Kongens Lyngby au nord de Copenhague sur l'île de Seeland au Danemark. Le jeune prince est le fils aîné du prince Christian de Danemark et de son épouse, la princesse Alexandrine, née duchesse de Mecklembourg-Schwerin. L'enfant est baptisé dans la salle du jardin au palais de Sorgenfri le 9 avril 1899. Le prince Frédéric, de son nom de baptême Christian Frederik Franz Michael Carl Valdemar Georg, fut surnommé « Rico » par sa famille tout au long de sa vie

#### Enfance du prince
Le seul frère de Frédéric, le prince Knud, est né un an après lui. La famille vit dans des appartements près de celui de Christian VIII au palais d’Amalienborg à Copenhague, au palais de Sorgenfri près de la capitale et dans une résidence d’été, Marselisborg à Aarhus dans le Jutland, que les parents de Frédéric avaient reçu comme cadeau de mariage du peuple danois en 1898. En 1914, le roi a également construit la villa Klitgården à Skagen dans le nord du Jutland.

### Prince héritier du Danemark

#### Ordre de succession au trône
Christian IX mourut le 29 janvier 1906, et le grand-père de Frédéric, le prince héritier Frédéric, lui succéda comme roi Frédéric VIII. Le père de Frédéric devint prince héritier. Six ans plus tard, le 14 mai 1912, le roi Frédéric VIII meurt et le père de Frédéric monte sur le trône et devient le roi Christian X. Frédéric devient lui-même prince héritier. Le 1er décembre 1918, alors que l’Acte d’Union danois-islandais reconnaissait l’Islande comme un État entièrement souverain en union personnelle avec le Danemark par l’intermédiaire d’un monarque commun, Frédéric devint également prince héritier d’Islande (où son nom fut officiellement orthographié Friðrik). Cependant, comme un référendum national a établi la République d’Islande le 17 Juin 1944, il n’a jamais régné véritablement en tant que roi d’Islande.

#### Études et formation
Il étudie les langues à l'université de Copenhague et intègre l’Académie navale danoise. En choisissant une carrière dans la marine plutôt que dans l'armée de terre, il rompt avec la tradition royale danoise. Avant son accession au trône, il fut amiral et assura plusieurs commandements. En 1922, il fut fiancé à sa cousine la princesse Olga de Grèce, mais ils ne se marièrent jamais

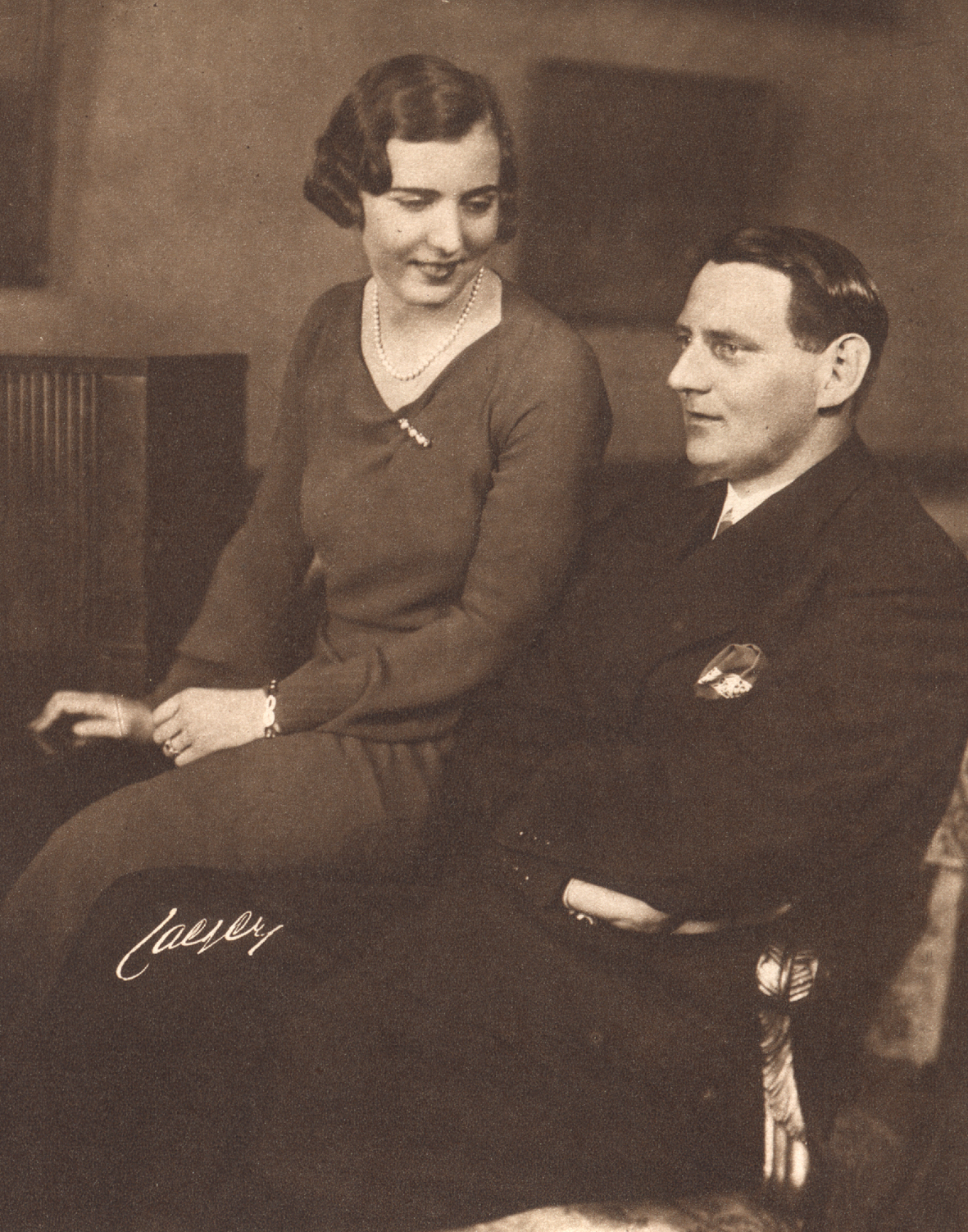
Le roi Frédéric et la reine Ingrid.

#### Mariage et descendance
Le 24 mai 1935, il épouse la princesse Ingrid de Suède (1910-2000), fille du futur roi de Suède Gustave VI Adolphe, dont il a trois filles :
- Margrethe, née en 1940, épouse en 1967 Henri de Laborde de Monpezat (1934-2018), d'où postérité (deux  fils) ;
- Benedikte, née en 1944, épouse en 1968 le prince Richard von Sayn-Wittgentein-Berleburg (1934-2017), d'où postérité (un fils et deux filles) ;
- Anne-Marie, née en 1946, épouse en 1964 Constantin II, roi des Hellènes (1940-2023), d'où postérité (deux filles et trois fils).

### Roi de Danemark

#### Accession au trône

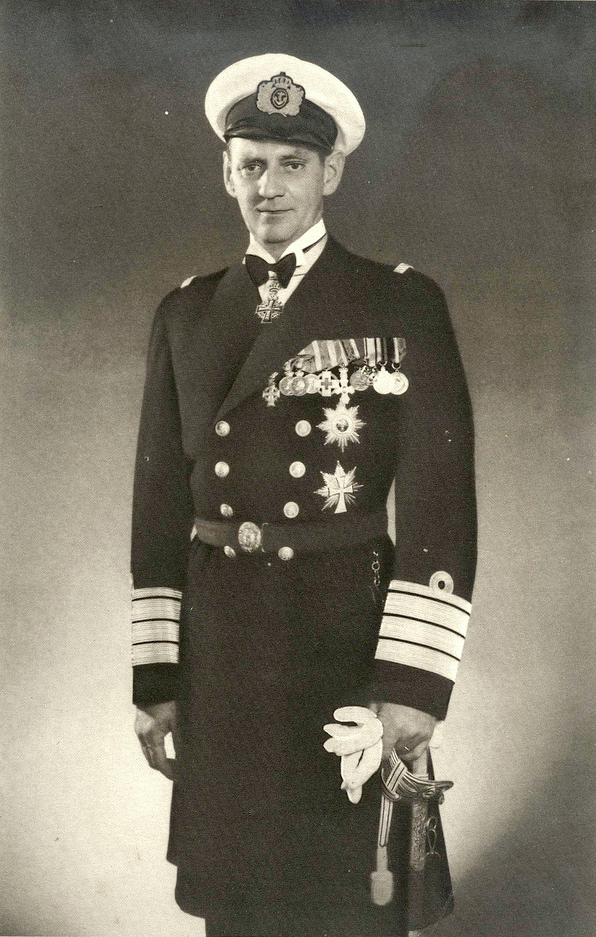
Le nouveau roi Frédéric IX en 1947.

De 1942 à 1943, Frédéric exerce la fonction de régent au nom de son père qui est temporairement frappé d’incapacité après une chute de son cheval en octobre 1942. Au décès de celui-ci le 20 avril 1947, il succède à son père et devient roi de Danemark à l'âge de 48 ans. Il est proclamé roi depuis le balcon du palais de Christiansborg par le premier ministre Knud Kristensen sous le nom de Frédéric IX, montant sur le trône en tant que quatrième monarque danois appartenant à la maison de Glücksbourg.

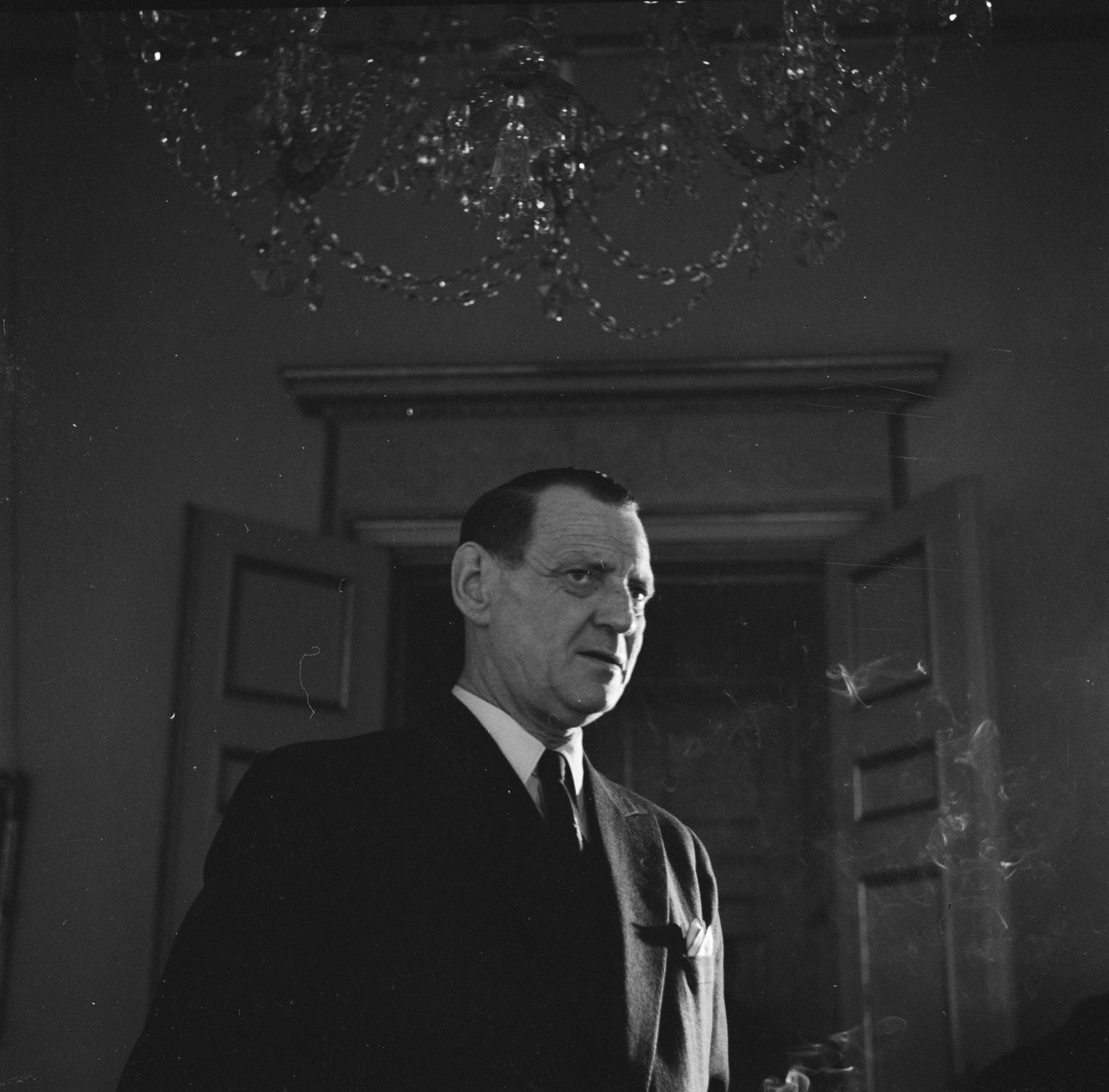
Le roi Frédéric IX sur une photo prise dans sa résidence, Amalienborg, en mars 1954.

#### Réforme constitutionnelle
Sous son règne, le Danemark devint un État moderne. En 1953, Frédéric IX, pensant qu’il n’aurait pas de fils, soumet à référendum une réforme constitutionnelle autorisant les femmes à accéder au trône. La majorité de la population ayant approuvé cette modification de la loi, sa fille aînée, Marguerite, devient princesse héritière à la place du prince Knud de Danemark, frère du roi.

#### Popularité du roi et passions
Roi très populaire, il se passionne pour la mer et la musique, aimant naviguer et diriger à l’occasion l’Orchestre Royal de Copenhague ou celui de la Radio danoise lors de soirées privées.

#### Mort du roi et succession
Peu de temps après son discours du Nouvel An à la nation au tournant de l'année 1971-1972, le roi tomba malade. 14 jours plus tard, le 14 janvier 1972, le roi rendit son dernier souffle à l'hôpital communal de Copenhague à l'âge de 72 ans et après 25 années de règne. Sa fille ainée, la princesse Margrethe, lui succéda à l'âge de trente-deux ans. Elle fut proclamée reine depuis le balcon du palais de Christiansborg sous le nom de Margrethe II le lendemain.
Après un castrum doloris dans la chapelle du palais de Christiansborg, le défunt roi Frédéric IX fut inhumé en la cathédrale de Roskilde le 24 janvier 1972. Malgré un froid intense, plus de la moitié de la population du Danemark s'était répartie tout au long du parcours de 37 km  du cortège funèbre pour rendre un hommage au souverain. Il fut inhumé dans un mausolée extérieur de la cathédrale de Roskilde, la nécropole traditionnelle des rois de Danemark. Son épouse Ingrid de Suède vint le rejoindre après son décès le 7 novembre 2000.

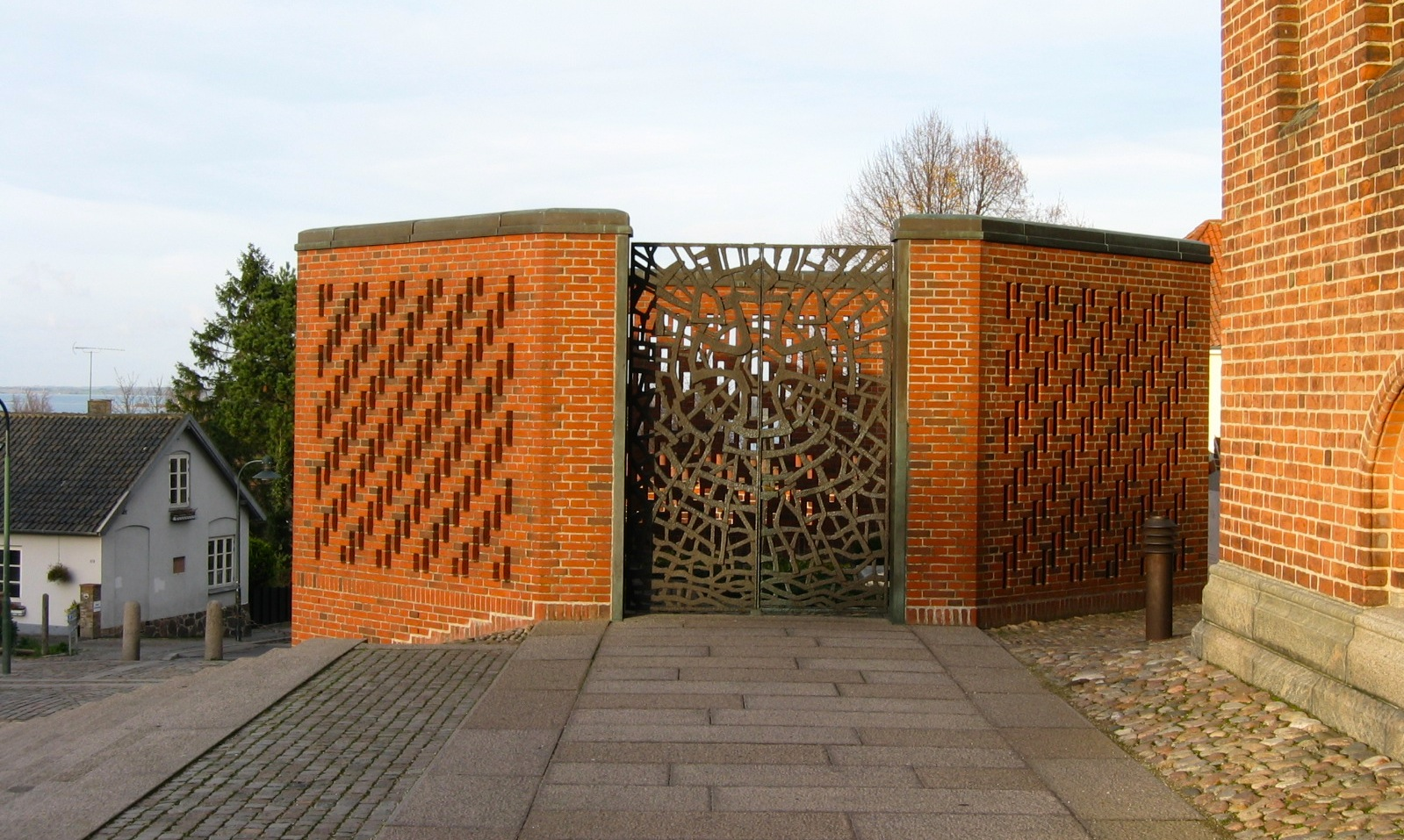
Mausolée extérieur de la cathédrale de Roskilde.
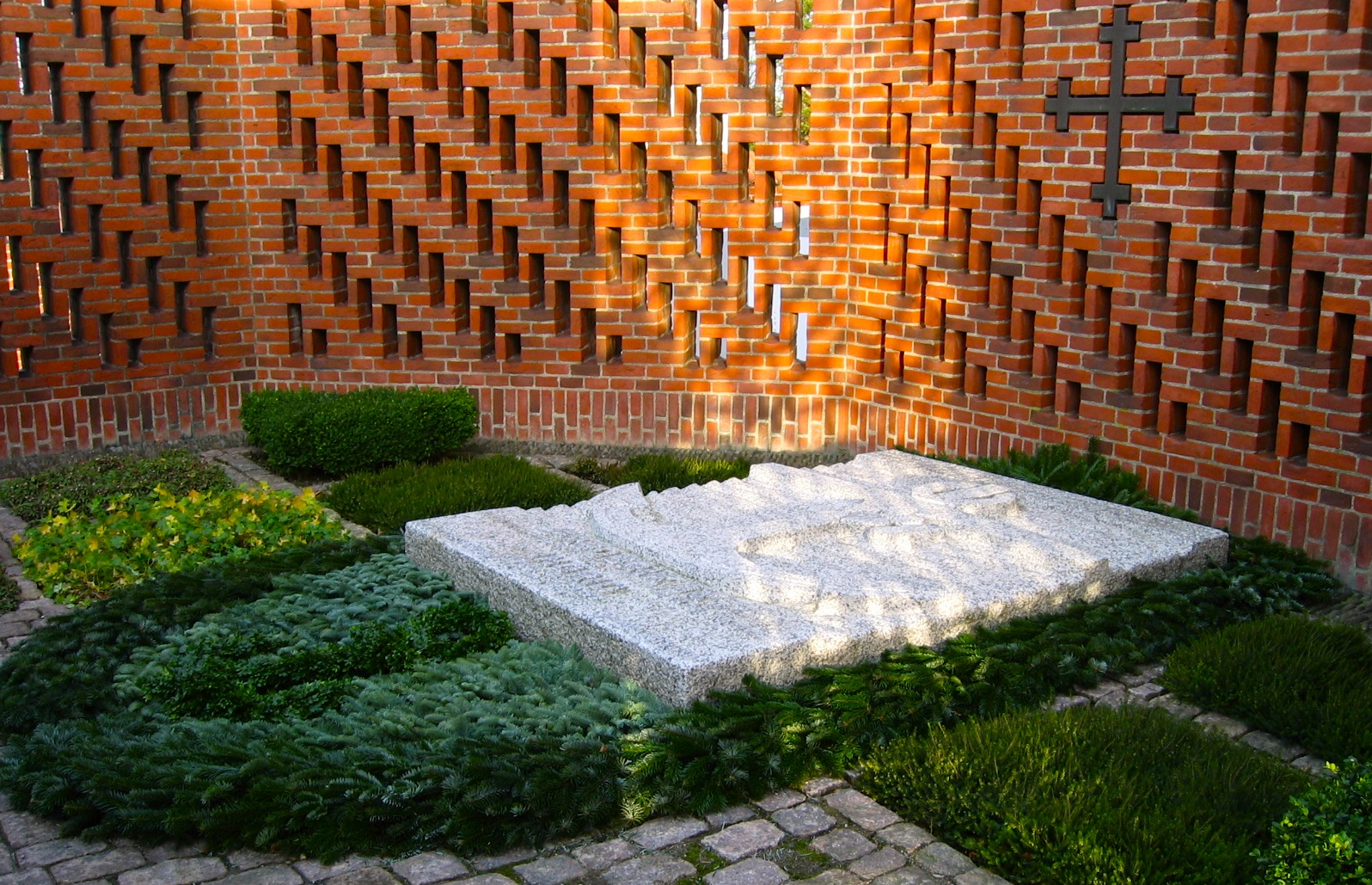
Pierre tombale de Frédéric IX et d'Ingrid de Suède.

## Généalogie
Frédéric IX de Danemark appartient à la cinquième branche (lignée de Oldenbourg-Glücksbourg) issue de la quatrième branche (lignée de Schleswig-Holstein-Sonderbourg-Beck), elle-même issue de la première branche de la maison de Schleswig-Holstein-Sonderbourg. Ces branches sont toutes issues de la première branche de la maison d'Oldenbourg.

### Descendance
|                              |                              |                              |                              |                              |                              |  |  |                               |                               |                               |                               |                               |                               |  |  |                            |                            |                            |                            |                            |                            |                                          |                                          |                                          |                                          |                                          |                                          |                              |                              |                                 |                                 |                                 |                                 |                                 |                                 |                            |                            |                         |                         |                          |                          |                          |                          |                            |                            |                            |                            |                            |                            |                           |                           |                           |                           |                        |                        |                           |                           |                           |                           |                           |                           |  |  |                                                |                                                |                                                |                                                |                                                |                                                |  |  |                                                |                                                |                                                |                                                |                                                |                                                |  |  |                                              |                                              |                                              |                                              |                                                     |                                                     |                                                     |                                                     |                                                     |                                                     |                                                  |                                                  |                                                  |                                                  |                              |                              |                                        |                                        |                                        |                                        | Frédéric IX de Danemark (1899-1972)    | Frédéric IX de Danemark (1899-1972)    | Frédéric IX de Danemark (1899-1972) | Frédéric IX de Danemark (1899-1972) | Frédéric IX de Danemark (1899-1972) | Frédéric IX de Danemark (1899-1972) |                               |                               | Ingrid de Suède (1910-2000)   | Ingrid de Suède (1910-2000)   | Ingrid de Suède (1910-2000) | Ingrid de Suède (1910-2000) | Ingrid de Suède (1910-2000)                     | Ingrid de Suède (1910-2000)                     |                                                 |                                                 |                                                 |                                                 |  |  |                                     |                                     |                                     |                                     |                                     |                                     |  |  |                                      |                                      |                                      |                                      |                                      |                                      |  |  |                                   |                                   |                                   |                                   |                                   |                                   |  |  |                                   |                                   |                                   |                                   |                                   |                                   |  |  |                               |                               |                               |                               |                               |                               |  |  |                                    |                                    |                                    |                                    |                                    |                                    |                      |                      |                                  |                                  |                                    |                                    |                                    |                                    |                                    |                                    |                                |                                |                                |                                |                                |                                |                               |                               |                                   |                                   |                                   |                                   |                                   |                                   |                              |                              |                              |                              |  |  |                      |                      |                      |                      |                      |                      |  |  |                          |                          |                          |                          |                          |                          |  |  |                          |                          |                          |                          |                          |                          |  |  |                   |                   |                   |                   |                   |                   |  |  |
|                              |                              |                              |                              |                              |                              |  |  |                               |                               |                               |                               |                               |                               |  |  |                            |                            |                            |                            |                            |                            |                                          |                                          |                                          |                                          |                                          |                                          |                              |                              |                                 |                                 |                                 |                                 |                                 |                                 |                            |                            |                         |                         |                          |                          |                          |                          |                            |                            |                            |                            |                            |                            |                           |                           |                           |                           |                        |                        |                           |                           |                           |                           |                           |                           |  |  |                                                |                                                |                                                |                                                |                                                |                                                |  |  |                                                |                                                |                                                |                                                |                                                |                                                |  |  |                                              |                                              |                                              |                                              |                                                     |                                                     |                                                     |                                                     |                                                     |                                                     |                                                  |                                                  |                                                  |                                                  |                              |                              |                                        |                                        |                                        |                                        | Frédéric IX de Danemark (1899-1972)    | Frédéric IX de Danemark (1899-1972)    | Frédéric IX de Danemark (1899-1972) | Frédéric IX de Danemark (1899-1972) | Frédéric IX de Danemark (1899-1972) | Frédéric IX de Danemark (1899-1972) |                               |                               | Ingrid de Suède (1910-2000)   | Ingrid de Suède (1910-2000)   | Ingrid de Suède (1910-2000) | Ingrid de Suède (1910-2000) | Ingrid de Suède (1910-2000)                     | Ingrid de Suède (1910-2000)                     |                                                 |                                                 |                                                 |                                                 |  |  |                                     |                                     |                                     |                                     |                                     |                                     |  |  |                                      |                                      |                                      |                                      |                                      |                                      |  |  |                                   |                                   |                                   |                                   |                                   |                                   |  |  |                                   |                                   |                                   |                                   |                                   |                                   |  |  |                               |                               |                               |                               |                               |                               |  |  |                                    |                                    |                                    |                                    |                                    |                                    |                      |                      |                                  |                                  |                                    |                                    |                                    |                                    |                                    |                                    |                                |                                |                                |                                |                                |                                |                               |                               |                                   |                                   |                                   |                                   |                                   |                                   |                              |                              |                              |                              |  |  |                      |                      |                      |                      |                      |                      |  |  |                          |                          |                          |                          |                          |                          |  |  |                          |                          |                          |                          |                          |                          |  |  |                   |                   |                   |                   |                   |                   |  |  |
|                              |                              |                              |                              |                              |                              |  |  |                               |                               |                               |                               |                               |                               |  |  |                            |                            |                            |                            |                            |                            |                                          |                                          |                                          |                                          |                                          |                                          |                              |                              |                                 |                                 |                                 |                                 |                                 |                                 |                            |                            |                         |                         |                          |                          |                          |                          |                            |                            |                            |                            |                            |                            |                           |                           |                           |                           |                        |                        |                           |                           |                           |                           |                           |                           |  |  |                                                |                                                |                                                |                                                |                                                |                                                |  |  |                                                |                                                |                                                |                                                |                                                |                                                |  |  |                                              |                                              |                                              |                                              |                                                     |                                                     |                                                     |                                                     |                                                     |                                                     |                                                  |                                                  |                                                  |                                                  |                              |                              |                                        |                                        |                                        |                                        |                                        |                                        |                                     |                                     |                                     |                                     |                               |                               |                               |                               |                             |                             |                                                 |                                                 |                                                 |                                                 |                                                 |                                                 |  |  |                                     |                                     |                                     |                                     |                                     |                                     |  |  |                                      |                                      |                                      |                                      |                                      |                                      |  |  |                                   |                                   |                                   |                                   |                                   |                                   |  |  |                                   |                                   |                                   |                                   |                                   |                                   |  |  |                               |                               |                               |                               |                               |                               |  |  |                                    |                                    |                                    |                                    |                                    |                                    |                      |                      |                                  |                                  |                                    |                                    |                                    |                                    |                                    |                                    |                                |                                |                                |                                |                                |                                |                               |                               |                                   |                                   |                                   |                                   |                                   |                                   |                              |                              |                              |                              |  |  |                      |                      |                      |                      |                      |                      |  |  |                          |                          |                          |                          |                          |                          |  |  |                          |                          |                          |                          |                          |                          |  |  |                   |                   |                   |                   |                   |                   |  |  |
|                              |                              |                              |                              |                              |                              |  |  |                               |                               |                               |                               |                               |                               |  |  |                            |                            |                            |                            |                            |                            |                                          |                                          |                                          |                                          |                                          |                                          |                              |                              |                                 |                                 |                                 |                                 |                                 |                                 |                            |                            |                         |                         |                          |                          |                          |                          |                            |                            |                            |                            |                            |                            |                           |                           |                           |                           |                        |                        |                           |                           |                           |                           |                           |                           |  |  |                                                |                                                |                                                |                                                |                                                |                                                |  |  |                                                |                                                |                                                |                                                |                                                |                                                |  |  |                                              |                                              |                                              |                                              |                                                     |                                                     |                                                     |                                                     |                                                     |                                                     |                                                  |                                                  |                                                  |                                                  |                              |                              |                                        |                                        |                                        |                                        |                                        |                                        |                                     |                                     |                                     |                                     |                               |                               |                               |                               |                             |                             |                                                 |                                                 |                                                 |                                                 |                                                 |                                                 |  |  |                                     |                                     |                                     |                                     |                                     |                                     |  |  |                                      |                                      |                                      |                                      |                                      |                                      |  |  |                                   |                                   |                                   |                                   |                                   |                                   |  |  |                                   |                                   |                                   |                                   |                                   |                                   |  |  |                               |                               |                               |                               |                               |                               |  |  |                                    |                                    |                                    |                                    |                                    |                                    |                      |                      |                                  |                                  |                                    |                                    |                                    |                                    |                                    |                                    |                                |                                |                                |                                |                                |                                |                               |                               |                                   |                                   |                                   |                                   |                                   |                                   |                              |                              |                              |                              |  |  |                      |                      |                      |                      |                      |                      |  |  |                          |                          |                          |                          |                          |                          |  |  |                          |                          |                          |                          |                          |                          |  |  |                   |                   |                   |                   |                   |                   |  |  |
|                              |                              |                              |                              |                              |                              |  |  |                               |                               |                               |                               |                               |                               |  |  |                            |                            |                            |                            |                            |                            | Henri de Laborde de Monpezat (1934-2018) | Henri de Laborde de Monpezat (1934-2018) | Henri de Laborde de Monpezat (1934-2018) | Henri de Laborde de Monpezat (1934-2018) | Henri de Laborde de Monpezat (1934-2018) | Henri de Laborde de Monpezat (1934-2018) |                              |                              | Margrethe II de Danemark (1940) | Margrethe II de Danemark (1940) | Margrethe II de Danemark (1940) | Margrethe II de Danemark (1940) | Margrethe II de Danemark (1940) | Margrethe II de Danemark (1940) |                            |                            |                         |                         |                          |                          |                          |                          |                            |                            |                            |                            |                            |                            |                           |                           |                           |                           |                        |                        |                           |                           |                           |                           |                           |                           |  |  |                                                |                                                |                                                |                                                |                                                |                                                |  |  |                                                |                                                |                                                |                                                |                                                |                                                |  |  |                                              |                                              |                                              |                                              | Richard de Sayn-Wittgenstein-Berlebourg (1934-2017) | Richard de Sayn-Wittgenstein-Berlebourg (1934-2017) | Richard de Sayn-Wittgenstein-Berlebourg (1934-2017) | Richard de Sayn-Wittgenstein-Berlebourg (1934-2017) | Richard de Sayn-Wittgenstein-Berlebourg (1934-2017) | Richard de Sayn-Wittgenstein-Berlebourg (1934-2017) |                                                  |                                                  | Benedikte de Danemark (1944)                     | Benedikte de Danemark (1944)                     | Benedikte de Danemark (1944) | Benedikte de Danemark (1944) | Benedikte de Danemark (1944)           | Benedikte de Danemark (1944)           |                                        |                                        |                                        |                                        |                                     |                                     |                                     |                                     |                               |                               |                               |                               |                             |                             |                                                 |                                                 |                                                 |                                                 |                                                 |                                                 |  |  |                                     |                                     |                                     |                                     |                                     |                                     |  |  |                                      |                                      |                                      |                                      |                                      |                                      |  |  |                                   |                                   |                                   |                                   |                                   |                                   |  |  |                                   |                                   |                                   |                                   |                                   |                                   |  |  |                               |                               |                               |                               |                               |                               |  |  |                                    |                                    |                                    |                                    |                                    |                                    |                      |                      |                                  |                                  | Constantin II de Grèce (1940-2023) | Constantin II de Grèce (1940-2023) | Constantin II de Grèce (1940-2023) | Constantin II de Grèce (1940-2023) | Constantin II de Grèce (1940-2023) | Constantin II de Grèce (1940-2023) |                                |                                | Anne-Marie de Danemark (1946)  | Anne-Marie de Danemark (1946)  | Anne-Marie de Danemark (1946)  | Anne-Marie de Danemark (1946)  | Anne-Marie de Danemark (1946) | Anne-Marie de Danemark (1946) |                                   |                                   |                                   |                                   |                                   |                                   |                              |                              |                              |                              |  |  |                      |                      |                      |                      |                      |                      |  |  |                          |                          |                          |                          |                          |                          |  |  |                          |                          |                          |                          |                          |                          |  |  |                   |                   |                   |                   |                   |                   |  |  |
|                              |                              |                              |                              |                              |                              |  |  |                               |                               |                               |                               |                               |                               |  |  |                            |                            |                            |                            |                            |                            | Henri de Laborde de Monpezat (1934-2018) | Henri de Laborde de Monpezat (1934-2018) | Henri de Laborde de Monpezat (1934-2018) | Henri de Laborde de Monpezat (1934-2018) | Henri de Laborde de Monpezat (1934-2018) | Henri de Laborde de Monpezat (1934-2018) |                              |                              | Margrethe II de Danemark (1940) | Margrethe II de Danemark (1940) | Margrethe II de Danemark (1940) | Margrethe II de Danemark (1940) | Margrethe II de Danemark (1940) | Margrethe II de Danemark (1940) |                            |                            |                         |                         |                          |                          |                          |                          |                            |                            |                            |                            |                            |                            |                           |                           |                           |                           |                        |                        |                           |                           |                           |                           |                           |                           |  |  |                                                |                                                |                                                |                                                |                                                |                                                |  |  |                                                |                                                |                                                |                                                |                                                |                                                |  |  |                                              |                                              |                                              |                                              | Richard de Sayn-Wittgenstein-Berlebourg (1934-2017) | Richard de Sayn-Wittgenstein-Berlebourg (1934-2017) | Richard de Sayn-Wittgenstein-Berlebourg (1934-2017) | Richard de Sayn-Wittgenstein-Berlebourg (1934-2017) | Richard de Sayn-Wittgenstein-Berlebourg (1934-2017) | Richard de Sayn-Wittgenstein-Berlebourg (1934-2017) |                                                  |                                                  | Benedikte de Danemark (1944)                     | Benedikte de Danemark (1944)                     | Benedikte de Danemark (1944) | Benedikte de Danemark (1944) | Benedikte de Danemark (1944)           | Benedikte de Danemark (1944)           |                                        |                                        |                                        |                                        |                                     |                                     |                                     |                                     |                               |                               |                               |                               |                             |                             |                                                 |                                                 |                                                 |                                                 |                                                 |                                                 |  |  |                                     |                                     |                                     |                                     |                                     |                                     |  |  |                                      |                                      |                                      |                                      |                                      |                                      |  |  |                                   |                                   |                                   |                                   |                                   |                                   |  |  |                                   |                                   |                                   |                                   |                                   |                                   |  |  |                               |                               |                               |                               |                               |                               |  |  |                                    |                                    |                                    |                                    |                                    |                                    |                      |                      |                                  |                                  | Constantin II de Grèce (1940-2023) | Constantin II de Grèce (1940-2023) | Constantin II de Grèce (1940-2023) | Constantin II de Grèce (1940-2023) | Constantin II de Grèce (1940-2023) | Constantin II de Grèce (1940-2023) |                                |                                | Anne-Marie de Danemark (1946)  | Anne-Marie de Danemark (1946)  | Anne-Marie de Danemark (1946)  | Anne-Marie de Danemark (1946)  | Anne-Marie de Danemark (1946) | Anne-Marie de Danemark (1946) |                                   |                                   |                                   |                                   |                                   |                                   |                              |                              |                              |                              |  |  |                      |                      |                      |                      |                      |                      |  |  |                          |                          |                          |                          |                          |                          |  |  |                          |                          |                          |                          |                          |                          |  |  |                   |                   |                   |                   |                   |                   |  |  |
|                              |                              |                              |                              |                              |                              |  |  |                               |                               |                               |                               |                               |                               |  |  |                            |                            |                            |                            |                            |                            |                                          |                                          |                                          |                                          |                                          |                                          |                              |                              |                                 |                                 |                                 |                                 |                                 |                                 |                            |                            |                         |                         |                          |                          |                          |                          |                            |                            |                            |                            |                            |                            |                           |                           |                           |                           |                        |                        |                           |                           |                           |                           |                           |                           |  |  |                                                |                                                |                                                |                                                |                                                |                                                |  |  |                                                |                                                |                                                |                                                |                                                |                                                |  |  |                                              |                                              |                                              |                                              |                                                     |                                                     |                                                     |                                                     |                                                     |                                                     |                                                  |                                                  |                                                  |                                                  |                              |                              |                                        |                                        |                                        |                                        |                                        |                                        |                                     |                                     |                                     |                                     |                               |                               |                               |                               |                             |                             |                                                 |                                                 |                                                 |                                                 |                                                 |                                                 |  |  |                                     |                                     |                                     |                                     |                                     |                                     |  |  |                                      |                                      |                                      |                                      |                                      |                                      |  |  |                                   |                                   |                                   |                                   |                                   |                                   |  |  |                                   |                                   |                                   |                                   |                                   |                                   |  |  |                               |                               |                               |                               |                               |                               |  |  |                                    |                                    |                                    |                                    |                                    |                                    |                      |                      |                                  |                                  |                                    |                                    |                                    |                                    |                                    |                                    |                                |                                |                                |                                |                                |                                |                               |                               |                                   |                                   |                                   |                                   |                                   |                                   |                              |                              |                              |                              |  |  |                      |                      |                      |                      |                      |                      |  |  |                          |                          |                          |                          |                          |                          |  |  |                          |                          |                          |                          |                          |                          |  |  |                   |                   |                   |                   |                   |                   |  |  |
|                              |                              |                              |                              |                              |                              |  |  |                               |                               |                               |                               |                               |                               |  |  |                            |                            |                            |                            |                            |                            |                                          |                                          |                                          |                                          |                                          |                                          |                              |                              |                                 |                                 |                                 |                                 |                                 |                                 |                            |                            |                         |                         |                          |                          |                          |                          |                            |                            |                            |                            |                            |                            |                           |                           |                           |                           |                        |                        |                           |                           |                           |                           |                           |                           |  |  |                                                |                                                |                                                |                                                |                                                |                                                |  |  |                                                |                                                |                                                |                                                |                                                |                                                |  |  |                                              |                                              |                                              |                                              |                                                     |                                                     |                                                     |                                                     |                                                     |                                                     |                                                  |                                                  |                                                  |                                                  |                              |                              |                                        |                                        |                                        |                                        |                                        |                                        |                                     |                                     |                                     |                                     |                               |                               |                               |                               |                             |                             |                                                 |                                                 |                                                 |                                                 |                                                 |                                                 |  |  |                                     |                                     |                                     |                                     |                                     |                                     |  |  |                                      |                                      |                                      |                                      |                                      |                                      |  |  |                                   |                                   |                                   |                                   |                                   |                                   |  |  |                                   |                                   |                                   |                                   |                                   |                                   |  |  |                               |                               |                               |                               |                               |                               |  |  |                                    |                                    |                                    |                                    |                                    |                                    |                      |                      |                                  |                                  |                                    |                                    |                                    |                                    |                                    |                                    |                                |                                |                                |                                |                                |                                |                               |                               |                                   |                                   |                                   |                                   |                                   |                                   |                              |                              |                              |                              |  |  |                      |                      |                      |                      |                      |                      |  |  |                          |                          |                          |                          |                          |                          |  |  |                          |                          |                          |                          |                          |                          |  |  |                   |                   |                   |                   |                   |                   |  |  |
|                              |                              |                              |                              |                              |                              |  |  | Frédéric X de Danemark (1968) | Frédéric X de Danemark (1968) | Frédéric X de Danemark (1968) | Frédéric X de Danemark (1968) | Frédéric X de Danemark (1968) | Frédéric X de Danemark (1968) |  |  | Mary Donaldson (1972)      | Mary Donaldson (1972)      | Mary Donaldson (1972)      | Mary Donaldson (1972)      | Mary Donaldson (1972)      | Mary Donaldson (1972)      |                                          |                                          |                                          |                                          |                                          |                                          |                              |                              |                                 |                                 |                                 |                                 |                                 |                                 | Alexandra Manley (1964)    | Alexandra Manley (1964)    | Alexandra Manley (1964) | Alexandra Manley (1964) | Alexandra Manley (1964)  | Alexandra Manley (1964)  |                          |                          | Joachim de Danemark (1969) | Joachim de Danemark (1969) | Joachim de Danemark (1969) | Joachim de Danemark (1969) | Joachim de Danemark (1969) | Joachim de Danemark (1969) |                           |                           | Marie Cavallier (1976)    | Marie Cavallier (1976)    | Marie Cavallier (1976) | Marie Cavallier (1976) | Marie Cavallier (1976)    | Marie Cavallier (1976)    |                           |                           |                           |                           |  |  | Gustave de Sayn-Wittgenstein-Berlebourg (1969) | Gustave de Sayn-Wittgenstein-Berlebourg (1969) | Gustave de Sayn-Wittgenstein-Berlebourg (1969) | Gustave de Sayn-Wittgenstein-Berlebourg (1969) | Gustave de Sayn-Wittgenstein-Berlebourg (1969) | Gustave de Sayn-Wittgenstein-Berlebourg (1969) |  |  | Carina Axelsson (1968)                         | Carina Axelsson (1968)                         | Carina Axelsson (1968)                         | Carina Axelsson (1968)                         | Carina Axelsson (1968)                         | Carina Axelsson (1968)                         |  |  | Friedrich von Pfeil und Klein-Ellguth (1967) | Friedrich von Pfeil und Klein-Ellguth (1967) | Friedrich von Pfeil und Klein-Ellguth (1967) | Friedrich von Pfeil und Klein-Ellguth (1967) | Friedrich von Pfeil und Klein-Ellguth (1967)        | Friedrich von Pfeil und Klein-Ellguth (1967)        |                                                     |                                                     | Alexandra de Sayn-Wittgenstein-Berlebourg (1970)    | Alexandra de Sayn-Wittgenstein-Berlebourg (1970)    | Alexandra de Sayn-Wittgenstein-Berlebourg (1970) | Alexandra de Sayn-Wittgenstein-Berlebourg (1970) | Alexandra de Sayn-Wittgenstein-Berlebourg (1970) | Alexandra de Sayn-Wittgenstein-Berlebourg (1970) |                              |                              | Michael Ahlefeldt-Laurvig-Bille (1965) | Michael Ahlefeldt-Laurvig-Bille (1965) | Michael Ahlefeldt-Laurvig-Bille (1965) | Michael Ahlefeldt-Laurvig-Bille (1965) | Michael Ahlefeldt-Laurvig-Bille (1965) | Michael Ahlefeldt-Laurvig-Bille (1965) |                                     |                                     | Alexandre Johanssmann (1977)        | Alexandre Johanssmann (1977)        | Alexandre Johanssmann (1977)  | Alexandre Johanssmann (1977)  | Alexandre Johanssmann (1977)  | Alexandre Johanssmann (1977)  |                             |                             | Nathalie de Sayn-Wittgenstein-Berlebourg (1975) | Nathalie de Sayn-Wittgenstein-Berlebourg (1975) | Nathalie de Sayn-Wittgenstein-Berlebourg (1975) | Nathalie de Sayn-Wittgenstein-Berlebourg (1975) | Nathalie de Sayn-Wittgenstein-Berlebourg (1975) | Nathalie de Sayn-Wittgenstein-Berlebourg (1975) |  |  |                                     |                                     |                                     |                                     |                                     |                                     |  |  | Carlos Morales Quintana (1970)       | Carlos Morales Quintana (1970)       | Carlos Morales Quintana (1970)       | Carlos Morales Quintana (1970)       | Carlos Morales Quintana (1970)       | Carlos Morales Quintana (1970)       |  |  | Alexia de Grèce (1965)            | Alexia de Grèce (1965)            | Alexia de Grèce (1965)            | Alexia de Grèce (1965)            | Alexia de Grèce (1965)            | Alexia de Grèce (1965)            |  |  |                                   |                                   |                                   |                                   |                                   |                                   |  |  |                               |                               |                               |                               |                               |                               |  |  |                                    |                                    |                                    |                                    | Paul de Grèce (1967)               | Paul de Grèce (1967)               | Paul de Grèce (1967) | Paul de Grèce (1967) | Paul de Grèce (1967)             | Paul de Grèce (1967)             |                                    |                                    | Marie-Chantal Miller (1968)        | Marie-Chantal Miller (1968)        | Marie-Chantal Miller (1968)        | Marie-Chantal Miller (1968)        | Marie-Chantal Miller (1968)    | Marie-Chantal Miller (1968)    |                                |                                | Nicolas de Grèce (1969)        | Nicolas de Grèce (1969)        | Nicolas de Grèce (1969)       | Nicolas de Grèce (1969)       | Nicolas de Grèce (1969)           | Nicolas de Grèce (1969)           |                                   |                                   | Chrysí Vardinogiánnis (1981)      | Chrysí Vardinogiánnis (1981)      | Chrysí Vardinogiánnis (1981) | Chrysí Vardinogiánnis (1981) | Chrysí Vardinogiánnis (1981) | Chrysí Vardinogiánnis (1981) |  |  | Matthew Kumar (1983) | Matthew Kumar (1983) | Matthew Kumar (1983) | Matthew Kumar (1983) | Matthew Kumar (1983) | Matthew Kumar (1983) |  |  | Théodora de Grèce (1983) | Théodora de Grèce (1983) | Théodora de Grèce (1983) | Théodora de Grèce (1983) | Théodora de Grèce (1983) | Théodora de Grèce (1983) |  |  | Philippe de Grèce (1986) | Philippe de Grèce (1986) | Philippe de Grèce (1986) | Philippe de Grèce (1986) | Philippe de Grèce (1986) | Philippe de Grèce (1986) |  |  | Nina Flohr (1987) | Nina Flohr (1987) | Nina Flohr (1987) | Nina Flohr (1987) | Nina Flohr (1987) | Nina Flohr (1987) |  |  |
|                              |                              |                              |                              |                              |                              |  |  | Frédéric X de Danemark (1968) | Frédéric X de Danemark (1968) | Frédéric X de Danemark (1968) | Frédéric X de Danemark (1968) | Frédéric X de Danemark (1968) | Frédéric X de Danemark (1968) |  |  | Mary Donaldson (1972)      | Mary Donaldson (1972)      | Mary Donaldson (1972)      | Mary Donaldson (1972)      | Mary Donaldson (1972)      | Mary Donaldson (1972)      |                                          |                                          |                                          |                                          |                                          |                                          |                              |                              |                                 |                                 |                                 |                                 |                                 |                                 | Alexandra Manley (1964)    | Alexandra Manley (1964)    | Alexandra Manley (1964) | Alexandra Manley (1964) | Alexandra Manley (1964)  | Alexandra Manley (1964)  |                          |                          | Joachim de Danemark (1969) | Joachim de Danemark (1969) | Joachim de Danemark (1969) | Joachim de Danemark (1969) | Joachim de Danemark (1969) | Joachim de Danemark (1969) |                           |                           | Marie Cavallier (1976)    | Marie Cavallier (1976)    | Marie Cavallier (1976) | Marie Cavallier (1976) | Marie Cavallier (1976)    | Marie Cavallier (1976)    |                           |                           |                           |                           |  |  | Gustave de Sayn-Wittgenstein-Berlebourg (1969) | Gustave de Sayn-Wittgenstein-Berlebourg (1969) | Gustave de Sayn-Wittgenstein-Berlebourg (1969) | Gustave de Sayn-Wittgenstein-Berlebourg (1969) | Gustave de Sayn-Wittgenstein-Berlebourg (1969) | Gustave de Sayn-Wittgenstein-Berlebourg (1969) |  |  | Carina Axelsson (1968)                         | Carina Axelsson (1968)                         | Carina Axelsson (1968)                         | Carina Axelsson (1968)                         | Carina Axelsson (1968)                         | Carina Axelsson (1968)                         |  |  | Friedrich von Pfeil und Klein-Ellguth (1967) | Friedrich von Pfeil und Klein-Ellguth (1967) | Friedrich von Pfeil und Klein-Ellguth (1967) | Friedrich von Pfeil und Klein-Ellguth (1967) | Friedrich von Pfeil und Klein-Ellguth (1967)        | Friedrich von Pfeil und Klein-Ellguth (1967)        |                                                     |                                                     | Alexandra de Sayn-Wittgenstein-Berlebourg (1970)    | Alexandra de Sayn-Wittgenstein-Berlebourg (1970)    | Alexandra de Sayn-Wittgenstein-Berlebourg (1970) | Alexandra de Sayn-Wittgenstein-Berlebourg (1970) | Alexandra de Sayn-Wittgenstein-Berlebourg (1970) | Alexandra de Sayn-Wittgenstein-Berlebourg (1970) |                              |                              | Michael Ahlefeldt-Laurvig-Bille (1965) | Michael Ahlefeldt-Laurvig-Bille (1965) | Michael Ahlefeldt-Laurvig-Bille (1965) | Michael Ahlefeldt-Laurvig-Bille (1965) | Michael Ahlefeldt-Laurvig-Bille (1965) | Michael Ahlefeldt-Laurvig-Bille (1965) |                                     |                                     | Alexandre Johanssmann (1977)        | Alexandre Johanssmann (1977)        | Alexandre Johanssmann (1977)  | Alexandre Johanssmann (1977)  | Alexandre Johanssmann (1977)  | Alexandre Johanssmann (1977)  |                             |                             | Nathalie de Sayn-Wittgenstein-Berlebourg (1975) | Nathalie de Sayn-Wittgenstein-Berlebourg (1975) | Nathalie de Sayn-Wittgenstein-Berlebourg (1975) | Nathalie de Sayn-Wittgenstein-Berlebourg (1975) | Nathalie de Sayn-Wittgenstein-Berlebourg (1975) | Nathalie de Sayn-Wittgenstein-Berlebourg (1975) |  |  |                                     |                                     |                                     |                                     |                                     |                                     |  |  | Carlos Morales Quintana (1970)       | Carlos Morales Quintana (1970)       | Carlos Morales Quintana (1970)       | Carlos Morales Quintana (1970)       | Carlos Morales Quintana (1970)       | Carlos Morales Quintana (1970)       |  |  | Alexia de Grèce (1965)            | Alexia de Grèce (1965)            | Alexia de Grèce (1965)            | Alexia de Grèce (1965)            | Alexia de Grèce (1965)            | Alexia de Grèce (1965)            |  |  |                                   |                                   |                                   |                                   |                                   |                                   |  |  |                               |                               |                               |                               |                               |                               |  |  |                                    |                                    |                                    |                                    | Paul de Grèce (1967)               | Paul de Grèce (1967)               | Paul de Grèce (1967) | Paul de Grèce (1967) | Paul de Grèce (1967)             | Paul de Grèce (1967)             |                                    |                                    | Marie-Chantal Miller (1968)        | Marie-Chantal Miller (1968)        | Marie-Chantal Miller (1968)        | Marie-Chantal Miller (1968)        | Marie-Chantal Miller (1968)    | Marie-Chantal Miller (1968)    |                                |                                | Nicolas de Grèce (1969)        | Nicolas de Grèce (1969)        | Nicolas de Grèce (1969)       | Nicolas de Grèce (1969)       | Nicolas de Grèce (1969)           | Nicolas de Grèce (1969)           |                                   |                                   | Chrysí Vardinogiánnis (1981)      | Chrysí Vardinogiánnis (1981)      | Chrysí Vardinogiánnis (1981) | Chrysí Vardinogiánnis (1981) | Chrysí Vardinogiánnis (1981) | Chrysí Vardinogiánnis (1981) |  |  | Matthew Kumar (1983) | Matthew Kumar (1983) | Matthew Kumar (1983) | Matthew Kumar (1983) | Matthew Kumar (1983) | Matthew Kumar (1983) |  |  | Théodora de Grèce (1983) | Théodora de Grèce (1983) | Théodora de Grèce (1983) | Théodora de Grèce (1983) | Théodora de Grèce (1983) | Théodora de Grèce (1983) |  |  | Philippe de Grèce (1986) | Philippe de Grèce (1986) | Philippe de Grèce (1986) | Philippe de Grèce (1986) | Philippe de Grèce (1986) | Philippe de Grèce (1986) |  |  | Nina Flohr (1987) | Nina Flohr (1987) | Nina Flohr (1987) | Nina Flohr (1987) | Nina Flohr (1987) | Nina Flohr (1987) |  |  |
|                              |                              |                              |                              |                              |                              |  |  |                               |                               |                               |                               |                               |                               |  |  |                            |                            |                            |                            |                            |                            |                                          |                                          |                                          |                                          |                                          |                                          |                              |                              |                                 |                                 |                                 |                                 |                                 |                                 |                            |                            |                         |                         |                          |                          |                          |                          |                            |                            |                            |                            |                            |                            |                           |                           |                           |                           |                        |                        |                           |                           |                           |                           |                           |                           |  |  |                                                |                                                |                                                |                                                |                                                |                                                |  |  |                                                |                                                |                                                |                                                |                                                |                                                |  |  |                                              |                                              |                                              |                                              |                                                     |                                                     |                                                     |                                                     |                                                     |                                                     |                                                  |                                                  |                                                  |                                                  |                              |                              |                                        |                                        |                                        |                                        |                                        |                                        |                                     |                                     |                                     |                                     |                               |                               |                               |                               |                             |                             |                                                 |                                                 |                                                 |                                                 |                                                 |                                                 |  |  |                                     |                                     |                                     |                                     |                                     |                                     |  |  |                                      |                                      |                                      |                                      |                                      |                                      |  |  |                                   |                                   |                                   |                                   |                                   |                                   |  |  |                                   |                                   |                                   |                                   |                                   |                                   |  |  |                               |                               |                               |                               |                               |                               |  |  |                                    |                                    |                                    |                                    |                                    |                                    |                      |                      |                                  |                                  |                                    |                                    |                                    |                                    |                                    |                                    |                                |                                |                                |                                |                                |                                |                               |                               |                                   |                                   |                                   |                                   |                                   |                                   |                              |                              |                              |                              |  |  |                      |                      |                      |                      |                      |                      |  |  |                          |                          |                          |                          |                          |                          |  |  |                          |                          |                          |                          |                          |                          |  |  |                   |                   |                   |                   |                   |                   |  |  |
|                              |                              |                              |                              |                              |                              |  |  |                               |                               |                               |                               |                               |                               |  |  |                            |                            |                            |                            |                            |                            |                                          |                                          |                                          |                                          |                                          |                                          |                              |                              |                                 |                                 |                                 |                                 |                                 |                                 |                            |                            |                         |                         |                          |                          |                          |                          |                            |                            |                            |                            |                            |                            |                           |                           |                           |                           |                        |                        |                           |                           |                           |                           |                           |                           |  |  |                                                |                                                |                                                |                                                |                                                |                                                |  |  |                                                |                                                |                                                |                                                |                                                |                                                |  |  |                                              |                                              |                                              |                                              |                                                     |                                                     |                                                     |                                                     |                                                     |                                                     |                                                  |                                                  |                                                  |                                                  |                              |                              |                                        |                                        |                                        |                                        |                                        |                                        |                                     |                                     |                                     |                                     |                               |                               |                               |                               |                             |                             |                                                 |                                                 |                                                 |                                                 |                                                 |                                                 |  |  |                                     |                                     |                                     |                                     |                                     |                                     |  |  |                                      |                                      |                                      |                                      |                                      |                                      |  |  |                                   |                                   |                                   |                                   |                                   |                                   |  |  |                                   |                                   |                                   |                                   |                                   |                                   |  |  |                               |                               |                               |                               |                               |                               |  |  |                                    |                                    |                                    |                                    |                                    |                                    |                      |                      |                                  |                                  |                                    |                                    |                                    |                                    |                                    |                                    |                                |                                |                                |                                |                                |                                |                               |                               |                                   |                                   |                                   |                                   |                                   |                                   |                              |                              |                              |                              |  |  |                      |                      |                      |                      |                      |                      |  |  |                          |                          |                          |                          |                          |                          |  |  |                          |                          |                          |                          |                          |                          |  |  |                   |                   |                   |                   |                   |                   |  |  |
| Christian de Danemark (2005) | Christian de Danemark (2005) | Christian de Danemark (2005) | Christian de Danemark (2005) | Christian de Danemark (2005) | Christian de Danemark (2005) |  |  | Isabella de Danemark (2007)   | Isabella de Danemark (2007)   | Isabella de Danemark (2007)   | Isabella de Danemark (2007)   | Isabella de Danemark (2007)   | Isabella de Danemark (2007)   |  |  | Vincent de Danemark (2011) | Vincent de Danemark (2011) | Vincent de Danemark (2011) | Vincent de Danemark (2011) | Vincent de Danemark (2011) | Vincent de Danemark (2011) |                                          |                                          | Josephine de Danemark (2011)             | Josephine de Danemark (2011)             | Josephine de Danemark (2011)             | Josephine de Danemark (2011)             | Josephine de Danemark (2011) | Josephine de Danemark (2011) |                                 |                                 | Nikolai de Monpezat (1999)      | Nikolai de Monpezat (1999)      | Nikolai de Monpezat (1999)      | Nikolai de Monpezat (1999)      | Nikolai de Monpezat (1999) | Nikolai de Monpezat (1999) |                         |                         | Felix de Monpezat (2002) | Felix de Monpezat (2002) | Felix de Monpezat (2002) | Felix de Monpezat (2002) | Felix de Monpezat (2002)   | Felix de Monpezat (2002)   |                            |                            | Henrik de Monpezat (2009)  | Henrik de Monpezat (2009)  | Henrik de Monpezat (2009) | Henrik de Monpezat (2009) | Henrik de Monpezat (2009) | Henrik de Monpezat (2009) |                        |                        | Athena de Monpezat (2012) | Athena de Monpezat (2012) | Athena de Monpezat (2012) | Athena de Monpezat (2012) | Athena de Monpezat (2012) | Athena de Monpezat (2012) |  |  | Gustav de Sayn-Wittgenstein-Berlebourg (2023)  | Gustav de Sayn-Wittgenstein-Berlebourg (2023)  | Gustav de Sayn-Wittgenstein-Berlebourg (2023)  | Gustav de Sayn-Wittgenstein-Berlebourg (2023)  | Gustav de Sayn-Wittgenstein-Berlebourg (2023)  | Gustav de Sayn-Wittgenstein-Berlebourg (2023)  |  |  | Mafalda de Sayn-Wittgenstein-Berlebourg (2024) | Mafalda de Sayn-Wittgenstein-Berlebourg (2024) | Mafalda de Sayn-Wittgenstein-Berlebourg (2024) | Mafalda de Sayn-Wittgenstein-Berlebourg (2024) | Mafalda de Sayn-Wittgenstein-Berlebourg (2024) | Mafalda de Sayn-Wittgenstein-Berlebourg (2024) |  |  | Richard von Pfeil und Klein-Ellguth (1999)   | Richard von Pfeil und Klein-Ellguth (1999)   | Richard von Pfeil und Klein-Ellguth (1999)   | Richard von Pfeil und Klein-Ellguth (1999)   | Richard von Pfeil und Klein-Ellguth (1999)          | Richard von Pfeil und Klein-Ellguth (1999)          |                                                     |                                                     | Ingrid von Pfeil und Klein-Ellguth (2003)           | Ingrid von Pfeil und Klein-Ellguth (2003)           | Ingrid von Pfeil und Klein-Ellguth (2003)        | Ingrid von Pfeil und Klein-Ellguth (2003)        | Ingrid von Pfeil und Klein-Ellguth (2003)        | Ingrid von Pfeil und Klein-Ellguth (2003)        |                              |                              |                                        |                                        |                                        |                                        |                                        |                                        |                                     |                                     | Konstantin Johanssmann (2010)       | Konstantin Johanssmann (2010)       | Konstantin Johanssmann (2010) | Konstantin Johanssmann (2010) | Konstantin Johanssmann (2010) | Konstantin Johanssmann (2010) |                             |                             | Louisa Johanssmann (2015)                       | Louisa Johanssmann (2015)                       | Louisa Johanssmann (2015)                       | Louisa Johanssmann (2015)                       | Louisa Johanssmann (2015)                       | Louisa Johanssmann (2015)                       |  |  | Arrietta Morales y de Grecia (2002) | Arrietta Morales y de Grecia (2002) | Arrietta Morales y de Grecia (2002) | Arrietta Morales y de Grecia (2002) | Arrietta Morales y de Grecia (2002) | Arrietta Morales y de Grecia (2002) |  |  | Ana María Morales y de Grecia (2003) | Ana María Morales y de Grecia (2003) | Ana María Morales y de Grecia (2003) | Ana María Morales y de Grecia (2003) | Ana María Morales y de Grecia (2003) | Ana María Morales y de Grecia (2003) |  |  | Carlos Morales y de Grecia (2005) | Carlos Morales y de Grecia (2005) | Carlos Morales y de Grecia (2005) | Carlos Morales y de Grecia (2005) | Carlos Morales y de Grecia (2005) | Carlos Morales y de Grecia (2005) |  |  | Amelia Morales y de Grecia (2007) | Amelia Morales y de Grecia (2007) | Amelia Morales y de Grecia (2007) | Amelia Morales y de Grecia (2007) | Amelia Morales y de Grecia (2007) | Amelia Morales y de Grecia (2007) |  |  | María Olympía de Grèce (1996) | María Olympía de Grèce (1996) | María Olympía de Grèce (1996) | María Olympía de Grèce (1996) | María Olympía de Grèce (1996) | María Olympía de Grèce (1996) |  |  | Constantin Alexios de Grèce (1998) | Constantin Alexios de Grèce (1998) | Constantin Alexios de Grèce (1998) | Constantin Alexios de Grèce (1998) | Constantin Alexios de Grèce (1998) | Constantin Alexios de Grèce (1998) |                      |                      | Achíleas-Andréas de Grèce (2000) | Achíleas-Andréas de Grèce (2000) | Achíleas-Andréas de Grèce (2000)   | Achíleas-Andréas de Grèce (2000)   | Achíleas-Andréas de Grèce (2000)   | Achíleas-Andréas de Grèce (2000)   |                                    |                                    | Odysséas Kímon de Grèce (2004) | Odysséas Kímon de Grèce (2004) | Odysséas Kímon de Grèce (2004) | Odysséas Kímon de Grèce (2004) | Odysséas Kímon de Grèce (2004) | Odysséas Kímon de Grèce (2004) |                               |                               | Aristídis Stávros de Grèce (2008) | Aristídis Stávros de Grèce (2008) | Aristídis Stávros de Grèce (2008) | Aristídis Stávros de Grèce (2008) | Aristídis Stávros de Grèce (2008) | Aristídis Stávros de Grèce (2008) |                              |                              |                              |                              |  |  |                      |                      |                      |                      |                      |                      |  |  |                          |                          |                          |                          |                          |                          |  |  |                          |                          |                          |                          |                          |                          |  |  |                   |                   |                   |                   |                   |                   |  |  |

#### Sur la famille royale de Danemark
- (en) Theo Aronson, A Family of Kings : The descendants of Christian IX of Denmark, London, Thistle Publishing, 2014, 2e éd. (ISBN 1910198129 et 9781910198124, OCLC 907247528, lire en ligne).
- (en) Arturo E. Beéche et Coryne Hall, APAPA : King Christian IX of Denmark and His Descendants, East Richmond Heights, Eurohistory, 2014 (ISBN 0985460342 et 9780985460341, OCLC 942641311, lire en ligne).
- (da) Bo Bramsen, Huset Glücksborg : Europas svigerfader og hans efterslægt [« La maison de Glücksbourg : Le beau-père de l'Europe et sa descendance »], vol. 2, Copenhague, Forlaget Forum, 1992, 2e éd. (ISBN 87-553-3230-7 et 978-87-553-3230-0, OCLC 471920299, lire en ligne).
- (fr) Arnaud Chaffanjon, Histoires de familles royales : Victoria d'Angleterre - Christian IX de Danemark et leurs descendances de 1840 à nos jours, Paris, Ramsay, 1980 (ISBN 2859561846 et 9782859561840, OCLC 476569603, lire en ligne).
- (da) Jes Fabricius Møller, Dynastiet Glücksborg : en Danmarkshistorie [« La dynastie de Glücksbourg : une histoire du Danemark »], Copenhague, Gads Forlag, 2013 (ISBN 87-120-4841-0 et 978-87-120-4841-1, OCLC 858969769, lire en ligne).
- (en) Anna Lerche et Marcus Mandal, A royal family : the story of Christian IX and his European descendants [« Une famille royale : l'histoire de Christian IX et de ses descendants européens »], Copenhague, Aschehougs Forlag, 2003, 2e éd. (ISBN 87-151-0955-0 et 9788715109553, OCLC 464176213, lire en ligne)
- (da) Sebastian Olden-Jørgensen, Prinsessen og det hele kongerige : Christian IX og det glücksborgske kongehus [« La princesse et tout le royaume : Christian IX et la maison royale de Glücksborg »], Copenhague, Gads Forlag, 2003 (ISBN 87-120-4051-7 et 978-87-120-4051-4, OCLC 186308500, lire en ligne).
- (da) Benito Scocozza, Politikens bog om danske monarker [« Le livre de Politiken sur les monarques danois »], Copenhague, Politikens Forlag, 1997 (ISBN 87-567-5772-7 et 978-87-567-5772-0, OCLC 463732415, lire en ligne).
- (en) John Van der Kiste, Northern crowns : the kings of modern Scandinavia, Stroud, Gloucestershire, Sutton Publishing, 1996 (ISBN 0750911387 et 9780750911382, OCLC 35791414, lire en ligne).